# Drietenige aalsalamander
De drietenige aalsalamander (Amphiuma tridactylum) is een grote salamander uit de familie aalsalamanders (Amphiumidae). De soort werd voor het eerst wetenschappelijk beschreven door Georges Cuvier in 1827. Later werd de wetenschappelijke naam Muraenopsis tridactyla gebruikt.

## Uiterlijke kenmerken
De drietenige aalsalamander heeft een slank, aalvormig lichaam en wordt tot maximaal 110 centimeter lang. Hij heeft een grijze, zwarte of bruine bovenzijde en een lichtgrijze buik. De drietenige salamander heeft aan elke poot 3 tenen, waaraan ze hun naam ontlenen. Ook de wetenschappelijke soortnaam tri-dactylum betekent letterlijk drie-teen.

## Verspreiding en leefgebied
De salamander leeft in de centrale en zuidelijke delen van de Verenigde Staten. De habitat bestaat uit sloten, moerassen, beken en plassen.

## Leefwijze
In perioden van grote droogte overleven ze door zich in te graven in de modder. De drietenige aalsalamander is nachtactief en eet voornamelijk wormen en kleine kreeftachtigen. De salamander paart in de winter en het voorjaar. Als het dier wordt opgepakt bijt het stevig van zich af.

## Verwantschap
De drietenige aalsalamander is sterk verwant aan de tweetenige aalsalamander (Amphiuma means), die aan elke poot slechts twee tenen heeft.